# Szerbia és Montenegró az olimpiai játékokon
A Jugoszláv Szövetségi Köztársaság szétesését követően létrejött új ország, Szerbia és Montenegró sportolói az 1996-os nyári olimpiától egészen a 2006-os téli játékokig résztvevői voltak az olimpiai játékoknak. 1992-ig az ország sportolói Jugoszlávia csapatához tartoztak, a 2008-as nyári olimpián pedig már két különböző országként, mint Szerbia illetve Montenegró indultak.
1996-tól 2002-ig annak ellenére, hogy már csak szerb és montenegrói sportolók alkották a csapatot, az ország hivatalos neve még Jugoszlávia volt. Az 1992-es nyári olimpián az ENSZ határozata alapján az ország nem vehetett részt, emiatt az ország sportolói független résztvevőkként voltak jelen.
Szerbia és Montenegró összesen 9 olimpiai érmet szerzett, mindet a nyári játékokon.

## Éremtáblázatok

### Érmek a nyári olimpiai játékokon
| Olimpia       | Arany | Ezüst | Bronz | Összesen |
| 1996, Atlanta | 1     | 1     | 2     | 4        |
| 2000, Sydney  | 1     | 1     | 1     | 3        |
| 2004, Athén   | 0     | 2     | 0     | 2        |
| Összesen      | 2     | 4     | 3     | 9        |

## Érmek sportáganként

### Érmek a nyári olimpiai játékokon sportáganként
| Szerbia és Montenegró érmei a nyári olimpiai játékokon sportáganként | Szerbia és Montenegró érmei a nyári olimpiai játékokon sportáganként | Szerbia és Montenegró érmei a nyári olimpiai játékokon sportáganként | Szerbia és Montenegró érmei a nyári olimpiai játékokon sportáganként | Az olimpiai zászlaja |

| Sportág       | Arany | Ezüst | Bronz | Összesen |
| ------------- | ----- | ----- | ----- | -------- |
| Sportlövészet | 1     | 2     | 1     | 4        |
| Röplabda      | 1     | 0     | 1     | 2        |
| Vízilabda     | 0     | 1     | 1     | 2        |
| Kosárlabda    | 0     | 1     | 0     | 1        |
| Összesen      | 2     | 4     | 3     | 9        |